# Balti (Sprache)
Balti ist eine tibetische Sprache, die in der baltistanischen Region Gilgit-Baltistan, Pakistan, im Nubra-Tal des Distrikts Leh und im Kargil-Distrikt von Ladakh, Indien, gesprochen wird. Balti unterscheidet sich sehr stark vom Tibetischen. Balti hat die Vokale des Alttibetischen übernommen und somit erhalten. Balti ist eine Sprache, deren Wörter einsilbig betont werden, wohingegen das Alttibetische hingegen über mehrsilbige betonte Wörter verfügt.

## Ethnographie
Die Menschen in Baltistan werden als Balti bezeichnet. Die Griechen übernahmen das tibetische Wort Byaltae (Umschrift: sbal-ti). Sbal-ti bedeutet auf Tibetisch „Wasserschlucht“. Der Historiker Ptolemaios nannte die Region Byaltae in seinem Buch. Baltistan ist die persische Übersetzung von Heimat der Balti. Die Balti leben auf beiden Ufern des Indus. Die Ethnie der Balti ist tibetisch. Ein kleiner Teil des Volkes der Shina spricht Shina in einigen ländlichen Gebieten von Baltistan. Die Sprache der Shina besitzt viele Lehnwörter des Balti. Der Historiker und Sprachwissenschaftler Yusuf Hussain Abadi arbeitet an der Erhaltung von Balti und seiner Geschichte und Schrift. Er führte die Schrift der Balti 1980 in Baltistan wieder ein. Abadi schrieb 1990 ein Buch über die Sprache. Er übersetzte den Quran 1995 in die Balti-Sprache. Die Arbeit von Abadi führte dazu, dass andere Historiker Bücher über die Grammatik von Balti geschrieben haben. Die Bücher wurden ins Englische und in Urdu übersetzt und 1995 veröffentlicht. Das Volk der Balti gilt als geduldig, gastfreundlich und fröhlich. Die Balti besetzten während der Maqpon-Dynastie sehr häufig die Regionen und Städte Ladakh, Chitral und Gilgit. Die heutige Generation der Balti ist ein Mix verschiedener ethnischer Gruppen. Die Tibeter machen 75 % der Bevölkerung außerhalb Baltistans aus. Das Volk der Balti lebt in ländlichen Gebieten in Pakistan.

## Klassifikation
Der Sprachwissenschaftler und Tibetologe Nicolas Tournadre sieht die Sprachen Ladakhi, Purgi und Balti als unterschiedliche Sprachen an, da keine gegenseitige Verständlichkeit gegeben ist. Der Orientalist Heinrich August Jäschke klassifizierte Balti in seinem Tibetan–English Dictionary (1881) als die westlichste tibetische Sprache.